# Општина Аниноаса (Дамбовица)
Аниноаса (рум. Aninoasa) општина је у Румунији у округу Дамбовица.
Oпштина се налази на надморској висини од 311 m.